# Creagrutus molinus
Creagrutus molinus é uma espécie de peixe da família dos caràcids e da ordem dos caraciformes.

## Descrição
Os machos podem alcançar 5,6 cm de comprimento. Vivem em zonas de clima tropical, na América do Sul, no Rio Araguaia, no Brasil.